# Peter Meinert Nielsen
Peter Meinert Nielsen (nascido em 24 de maio de 1966) é um ex-ciclista dinamarquês, ativo profissionalmente durante o ano de 1990 até 2000. Nielsen foi um dos atletas que representou o seu país nos Jogos Olímpicos de 1988, em Seul, onde competiu na prova de estrada individual, obtendo a 74ª colocação.